# Vladimir Fekete

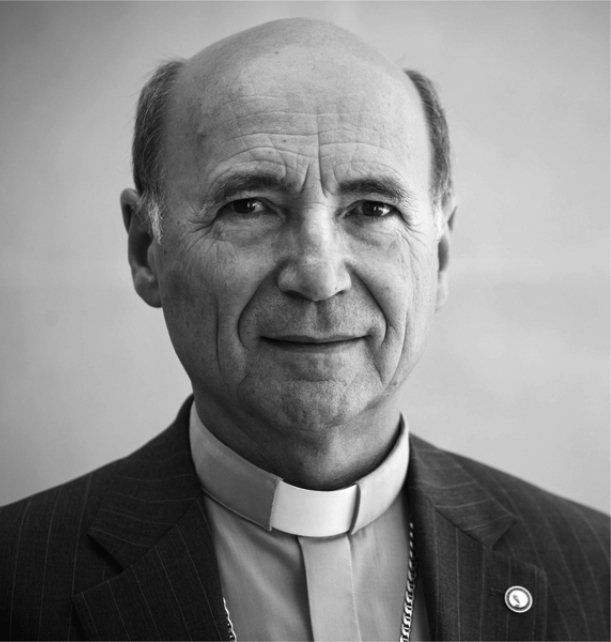
Vladimír Fekete (2017)

Bischofswappen

Vladimir Fekete SDB (* 11. August 1955 in Bratislava) ist ein slowakischer Ordensgeistlicher und Apostolischer Präfekt von Aserbaidschan mit Sitz in Baku.

## Leben
Vladimir Fekete trat nach dem Studium der Mathematik und Geologie an der Naturwissenschaftlichen Fakultät der Comenius-Universität Bratislava der Ordensgemeinschaft der Salesianer Don Boscos bei und legte am 15. Februar 1975 die Profess ab. Am 30. Januar 1983 empfing er durch den Berliner Weihbischof Wolfgang Weider die Priesterweihe. Er graduierte in Katholischer Theologie an der Universität Wien (Master 1995) und an der Katholischen Universität Lublin (Lizenziat 1999). Von 1999 bis 2005 war Fekete Provinzial der Salesianer in der Slowakei. Nach dem Abschluss einer didaktischen Weiterbildung an der Päpstlichen Universität der Salesianer in Rom war er seit 2006 Novizenmeister der Salesianer in Poprad.
Papst Benedikt XVI. bestellte ihn am 5. November 2009 zum Superior der Mission sui juris von Baku und somit zum Vertreter der römisch-katholischen Kirche in Aserbaidschan. Am 4. August 2011 wurde er mit der Erhöhung der Mission sui juris zur Apostolischen Präfektur zum Apostolischen Präfekten von Aserbaidschan.
Papst Franziskus erhob ihn am 8. Dezember 2017 in den Bischofsrang und ernannte ihn zum Titularbischof von Municipa. Die Bischofsweihe spendete ihm Kurienerzbischof Paul Gallagher am 11. Februar des folgenden Jahres. Mitkonsekratoren waren der Erzbischof von Bratislava, Stanislav Zvolenský, und der Apostolische Nuntius in Griechenland, Erzbischof Savio Hon Tai-Fai SDB.
Er spricht Slowakisch, Russisch, Polnisch und Italienisch.